# آماند تیس
آماند تیس (انگلیسی: Amand Theis؛ زادهٔ ۱۹ نوامبر ۱۹۴۹) بازیکن فوتبال اهل آلمان است.
از باشگاه‌هایی که در آن بازی کرده‌است می‌توان به باشگاه فوتبال بروسیا دورتموند، باشگاه فوتبال نورنبرگ، باشگاه فوتبال فورتونا دوسلدورف، و باشگاه فوتبال کیکرز اوفنباخ اشاره کرد.